# WDM
Мультиплексування за довжиною хвилі (WDM) — це волоконно-оптична техніка передачі, яка дає змогу використовувати кілька довжин світлових хвиль (або кольорів) для надсилання даних через те саме середовище. Два або більше кольорів світла можуть проходити по одному волокну, і кілька сигналів можуть передаватися в оптичному хвилеводі на різних довжинах хвиль або частотах в оптичному спектрі.
Ранні волоконно-оптичні системи передачі інформації передають інформацію на нитки скла за допомогою простих імпульсів світла. Світло вмикалося та вимикалося, щоб представити цифрові одиниці та нулі. Справжнє світло може мати майже будь-яку довжину хвилі — приблизно від 670 нанометрів до 1550 нанометрів. Мультиплексування за довжиною хвилі, або WDM, — це техніка волоконно-оптичної передачі, яка використовує кілька довжин світлових хвиль для надсилання даних через те саме середовище.
У 1980-х роках волоконно-оптичні модеми передачі даних використовували недорогі світлодіоди для подачі імпульсів ближнього інфрачервоного діапазону на недороге волокно. Із зростанням потреби в інформації зросла й потреба в пропускній здатності. Ранні системи SONET використовували лазери 1310 нанометрів для доставки потоків даних 155 Мбіт/с на дуже великі відстані.
Але цей потенціал швидко вичерпався. Згодом удосконалення оптоелектронних компонентів дозволило розробити системи, які одночасно передають кілька довжин хвиль світла по одному волокну, значно збільшуючи пропускну здатність волокна. Так народився WDM. Кілька потоків даних з високою швидкістю передачі даних 10 Гбіт/с, 40 Гбіт/с, 100 Гбіт/с, 200 Гбіт/с і нещодавно 400 Гбіт/с і 800 Гбіт/с, кожен з яких має різну пропускну здатність, можна мультиплексувати по одному волокну.
Сьогодні існує два види WDM:
- Грубий WDM (CWDM): CWDM визначається системами WDM з менш ніж вісьмома активними довжинами хвиль на волокно. CWDM використовується для зв'язку на короткій відстані, тому він використовує частоти широкого діапазону з довжинами хвиль, які розкидані далеко одна від одної. Стандартизований відстань між каналами дозволяє дрейфувати довжину хвилі, коли лазери нагріваються та охолоджуються під час роботи. CWDM є компактним і економічно ефективним варіантом, коли спектральна ефективність не є важливою вимогою.

- Щільний WDM (DWDM): DWDM визначається в термінах частот. Більш вузький інтервал між довжинами хвиль DWDM вміщує більше каналів в одне волокно, але коштує більше для впровадження та експлуатації. DWDM призначений для систем з більш ніж вісьмома активними довжинами хвиль на волокно. DWDM тонко розрізає спектр, влаштовуючи більше 40 каналів у діапазон частот C-діапазону.

За допомогою DWDM постачальники знайшли різні методи для введення 40, 88 або 96 довжин хвиль із фіксованим інтервалом у спектр C-діапазону волокна. Традиційні лінійні системи DWDM використовують перемикачі вибору довжини хвилі (WSS), розроблені з фіксованими фільтрами 50 ГГц або 100 ГГц. Ці системи ліній зв'язку з фіксованою сіткою можуть приймати канали ранніх поколінь когерентних транспондерів, довжини хвиль яких вимагають менш ніж 50 ГГц або 100 ГГц спектру (залежно від використовуваного фільтра). Сьогодні мережі з додатками з високою пропускною здатністю та постійним зростанням пропускної здатності, які швидко стикаються з вичерпанням пропускної здатності, звертаються до рішень C+L-діапазону, які також використовують спектр L-діапазону волокна, щоб потенційно подвоїти пропускну здатність волокна.

Оскільки оптичні мережі розвиваються, щоб задовольнити сучасні постійно зростаючі вимоги до пропускної здатності, зростає залежність від програмованої когерентної технології наступного покоління для максимізації пропускної здатності оптоволокна та зниження вартості за біт транспорту. Щоб повною мірою скористатися цими перевагами, потрібна гнучка мережева система ліній, яка може вмістити ці канали з більшою швидкістю передачі даних, такі як довжина хвилі 800 ГГц, які вимагають понад 100 ГГц спектру.
WDM — це техніка волоконно-оптичної передачі для використання декількох довжин хвиль світла для надсилання даних через те саме середовище.
Фактично, сучасні когерентні модеми наступного покоління настільки інтелектуальні та програмовані, що модем розглядає більшу різноманітність параметрів сузір'я та передачі даних, забезпечуючи надзвичайно детальне налаштування. Сьогодні можливі гнучкі плани каналів, що включають канали 64 x 75 ГГц або 40-45 каналів для вищих лінійних швидкостей 800G, використовуючи гнучку мережеву (або безсистемну) архітектуру, яка підтримує канали з мінімальним розміром 37,5 ГГц з регульованим кроком 6,25 ГГц, щоб забезпечити будь-який канал, доступний сьогодні чи в майбутньому.
Завдяки волоконним підсилювачам із легованим ербієм (EDFA) і Раманівському посиленню — двом технологіям підвищення продуктивності для високошвидкісного зв'язку — охоплення цих систем DWDM може бути розширено для роботи на тисячі кілометрів. Для надійної роботи системи з щільно упакованими каналами потрібні високоточні фільтри, щоб відшаровувати певну довжину хвилі без перешкод для сусідніх довжин хвиль. Системи DWDM також повинні використовувати прецизійні лазери, які працюють при постійній температурі, щоб утримувати канали на меті.
Однією з найкращих особливостей розгортання DWDM у системі фотонної мережі з гнучкою сіткою є незалежність сигналу — здатність підтримувати кілька поколінь транспондерів незалежно від формату, швидкості передачі даних, швидкості символів тощо. Таким чином, багато мереж, розроблених для 10 і 40 Гбіт/с, тепер передають канали 200 Гбіт/с, а багато мереж, які були розгорнуті з можливостями гнучкої сітки, тепер передають 400 Гбіт/с. і навіть сигнали 800 Гбіт/с!
Ciena пропонує повний спектр рішень DWDM для задоволення вимог клієнтів, від краю до ядра, на гнучкому діапазоні платформ. Сімейство Ciena 6500 , сімейство Waveserver і портфоліо маршрутизації та комутації платформ 51xx і 81xx використовують програмовану когерентну технологію WaveLogic через інтегровані апаратні модулі, а також когерентну оптику, що підключається.
Наприклад, популярна оптична пакетно-пакетна платформа Ciena 6500 використовує новітні технологічні інновації для забезпечення нових рівнів масштабування, гнучкості та програмування на трьох комплексних мережевих рівнях для настроюваного надання послуг на будь-якій відстані. Створений для ефективного масштабування мережі від доступу до магістрального ядра, 6500 забезпечує передову програмовану інфраструктуру, яка забезпечує керування програмним забезпеченням, автоматизацію та інтелект, необхідні для більш адаптивної мережі. Він пропонує повний спектр рішень CWDM і DWDM у повністю гнучкій фотонній системі з інструментальними приладами, включаючи підтримку гнучкої мережі CDC ROADM, із рішеннями DWDM у діапазоні від 10 Гбіт/с до 800 Гбіт/с.